# Sự nghiệp diễn xuất của Benedict Cumberbatch

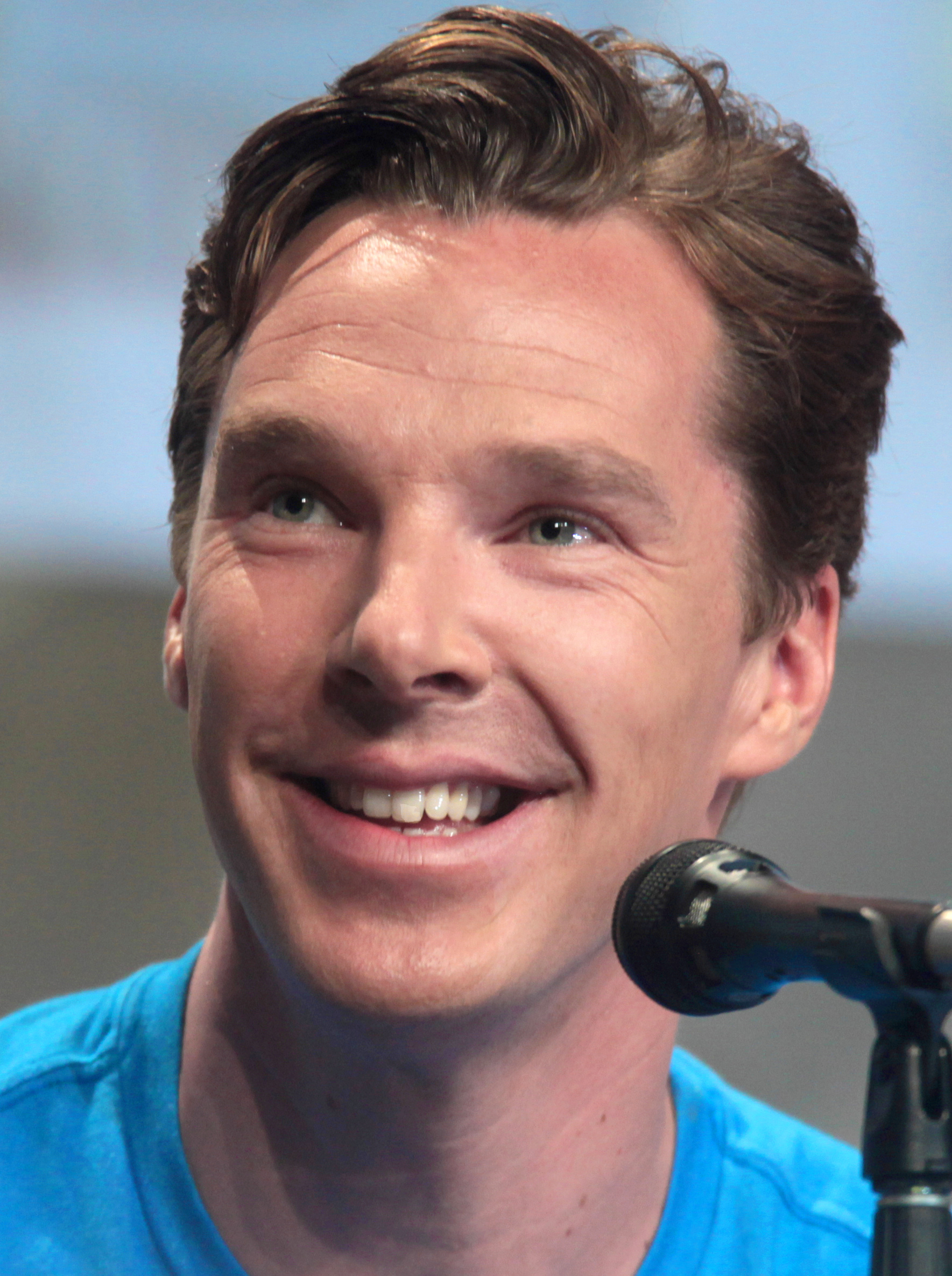
Benedict Cumberbatch tại hội trợ Comic Con quốc tế San Diego năm 2014

Dưới đây là danh sách các bộ phim điện ảnh, phim truyền hình, kịch, bản thu và bài tường thuật của diễn viên, nhà sản xuất người Anh Benedict Cumberbatch. Tính đến thời điểm hiện tại, Cumberbatch đã tham gia 28 tác phẩm điện ảnh, 23 bộ phim truyền hình, 22 tác phẩm sân khấu, 40 bản thu âm và 12 bài tường thuật.

## Phim điện ảnh

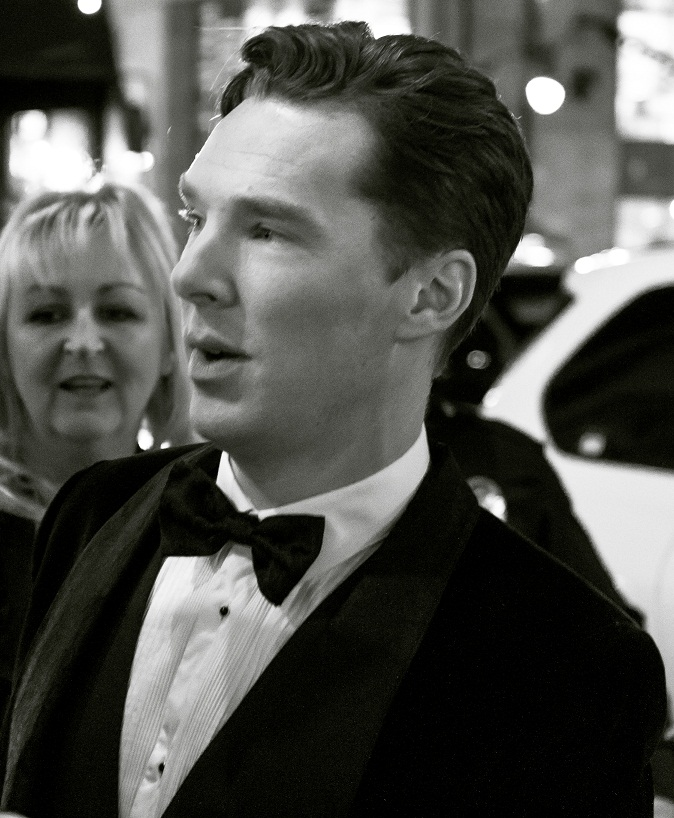
Benedict Cumberbatch tại buổi công chiếu phim The Hobbit: The Desolation of Smaug, tháng 12 năm 2013

| Năm  | Tên phim                                    | Vai diễn                           | Đạo diễn                      | Ghi chú                                                |
| ---- | ------------------------------------------- | ---------------------------------- | ----------------------------- | ------------------------------------------------------ |
| 2002 | Hills Like White Elephants                  | The Man                            |                               |                                                        |
| 2003 | To Kill a King                              | Người theo phái bảo hoàng          | Mike Barker                   |                                                        |
| 2006 | Starter for 10                              | Patrick Watts                      | Tom Vaughan                   |                                                        |
| 2006 | Amazing Grace                               | William Pitt                       | Michael Apted                 |                                                        |
| 2007 | Inseparable                                 | Joe / Charlie                      |                               | Phim ngắn                                              |
| 2007 | Atonement                                   | Paul Marshall                      | Joe Wright                    |                                                        |
| 2008 | The Other Boleyn Girl                       | William Carey                      | Justin Chadwick               |                                                        |
| 2009 | Creation                                    | Joseph Hooker                      | Jon Amiel                     |                                                        |
| 2009 | Burlesque Fairytales                        | Henry Clark                        | Susan Luciani                 |                                                        |
| 2010 | Four Lions                                  | Negotiator                         | Chris Morris                  |                                                        |
| 2010 | Third Star                                  | James                              | Hattie Dalton                 |                                                        |
| 2010 | The Whistleblower                           | Nick Kaufman                       | Larysa Kondracki              |                                                        |
| 2011 | Tinker Tailor Soldier Spy                   | Peter Guillam                      | Tomas Alfredson               |                                                        |
| 2011 | War Horse                                   | Major Jamie Stewart                | Steven Spielberg              |                                                        |
| 2011 | Wreckers                                    | David                              | D. R. Hood                    |                                                        |
| 2012 | The Hobbit: An Unexpected Journey           | Rồng Smaug và The Necromancer      | Peter Jackson                 |                                                        |
| 2012 | Girlfriend in a Coma                        | Dante Alighieri                    | Annalisa Piras                | Lồng tiếng, Phim tài liệu                              |
| 2013 | Star Trek Into Darkness                     | Khan Noonien Singh                 | J. J. Abrams                  |                                                        |
| 2013 | Little Favour                               | Wallace; đồng thời là nhà sản xuất |                               | Phim ngắn                                              |
| 2013 | 12 Years a Slave                            | William Prince Ford                | Steve McQueen                 |                                                        |
| 2013 | The Fifth Estate                            | Julian Assange                     | Bill Condon                   |                                                        |
| 2013 | The Hobbit: The Desolation of Smaug         | Rồng Smaug và The Necromancer      | Peter Jackson                 | Lồng tiếng và mô phỏng chuyển động                     |
| 2013 | August: Osage County                        | "Little" Charles Aiken             | John Wells                    | Đồng thời hát ca khúc nhạc phim "Can't Keep It Inside" |
| 2014 | Penguins of Madagacar                       | Classified                         | Eric Darnell & Simon J. Smith | Lồng tiếng                                             |
| 2014 | The Imitation Game                          | Alan Turing                        | Morten Tyldum                 |                                                        |
| 2014 | The Hobbit: The Battle of the Five Armies   | Smaug and The Necromancer / Sauron | Peter Jackson                 | Lồng tiếng và mô phỏng chuyển động                     |
| 2015 | Black Mass                                  | William "Billy" Bulger             | Scott Cooper                  |                                                        |
| 2016 | Zoolander 2                                 | All                                | Ben Stiller                   |                                                        |
| 2016 | Doctor Strange                              | Dr. Stephen Strange                | Scott Derrickson              |                                                        |
| 2016 | Magik                                       | Lewis                              | Stephen Wallis                | Lồng tiếng                                             |
| 2017 | Dr. Seuss' How the Grinch Stole Christmas!  | Grinch                             | Peter Candeland               | Lồng tiếng                                             |
| 2018 | Mowgli: Legend of the Jungle                | Shere Khan                         | Andy Serkis                   | Lồng tiếng                                             |
| 2018 | Avengers: Infinity Wars                     | Dr. Stephen Strange                | Anthony Russo & Joe Russo     |                                                        |
| 2019 | Avengers: Endgame                           | Dr. Stephen Strange                | Anthony Russo & Joe Russo     |                                                        |
| 2021 | Spider-Man: No Way Home                     | Dr. Stephen Strange                | Jonn Watts                    |                                                        |
| 2022 | Doctor Strange in the Multiverse of Madness | Dr. Stephen Strange                | Sam Raimi                     |                                                        |

## Phim truyền hình

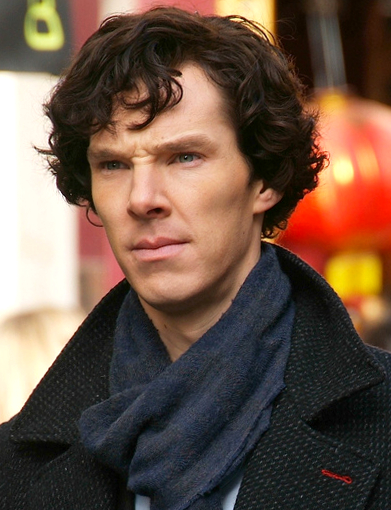
Benedict trong thời gian quay phim Sherlock tại Chinatown, London, tháng 3 năm 2010

| Năm       | Tên phim                                | Vai diễn                                            | Ghi chú                                |
| --------- | --------------------------------------- | --------------------------------------------------- | -------------------------------------- |
| 1998–2004 | Heartbeat                               | Charles / Khách mời / Toby Fisher                   | 3 tập                                  |
| 2002      | Tipping the Velvet                      | Freddy                                              | Miniseries                             |
| 2002      | Silent Witness                          | Warren Reid                                         | 2 tập                                  |
| 2003      | Cambridge Spies                         | Edward Hand                                         | Miniseries                             |
| 2003      | Spooks                                  | Jim North                                           | Tập: "2.1"                             |
| 2003      | Fortysomething                          | Rory Slippery                                       | 6 tập                                  |
| 2004      | Dunkirk                                 | Lt. Jimmy Langley                                   | Phim tài liệu                          |
| 2004      | Hawking                                 | Stephen Hawking                                     |                                        |
| 2005      | Nathan Barley                           | Robin                                               | 2 tập                                  |
| 2005      | To the Ends of the Earth                | Edmund Talbot                                       | 3 tập                                  |
| 2005      | Broken News                             | Will Parker                                         | 3 tập                                  |
| 2007      | Stuart: A Life Backwards                | Alexander Masters                                   |                                        |
| 2008      | Last Enemy, TheThe Last Enemy           | Stephen Ezard                                       | 5 tập                                  |
| 2009      | Small Island                            | Bernard                                             |                                        |
| 2009      | Marple: Murder Is Easy                  | Luke Fitzwilliam                                    |                                        |
| 2010      | Van Gogh: Painted with Words            | Vincent van Gogh                                    | Phim tài liệu                          |
| 2010      | Turning Point, TheThe Turning Point     | Guy Burgess                                         | phim kịch trực tiếp                    |
| 2010      | Rattigan Enigma, TheThe Rattigan Enigma | Presenter                                           | Phim tài liệu                          |
| 2010–2017 | Sherlock                                | Sherlock Holmes                                     | 3 mùa - 10 tập                         |
| 2012      | Parade's End                            | Christopher Tietjens                                | 5 tập                                  |
| 2013      | Simpsons, TheThe Simpsons               | British Prime Minister / Severus Snape (lồng tiếng) | Tập: "Love Is a Many-Splintered Thing" |
| 2014      | The Colbert Report                      | Smaug (lồng tiếng)                                  | Tập: "1,443"                           |
| 2016      | The Hollow Crown: The Wars of the Roses | Richard III                                         |                                        |

## Sân khấu

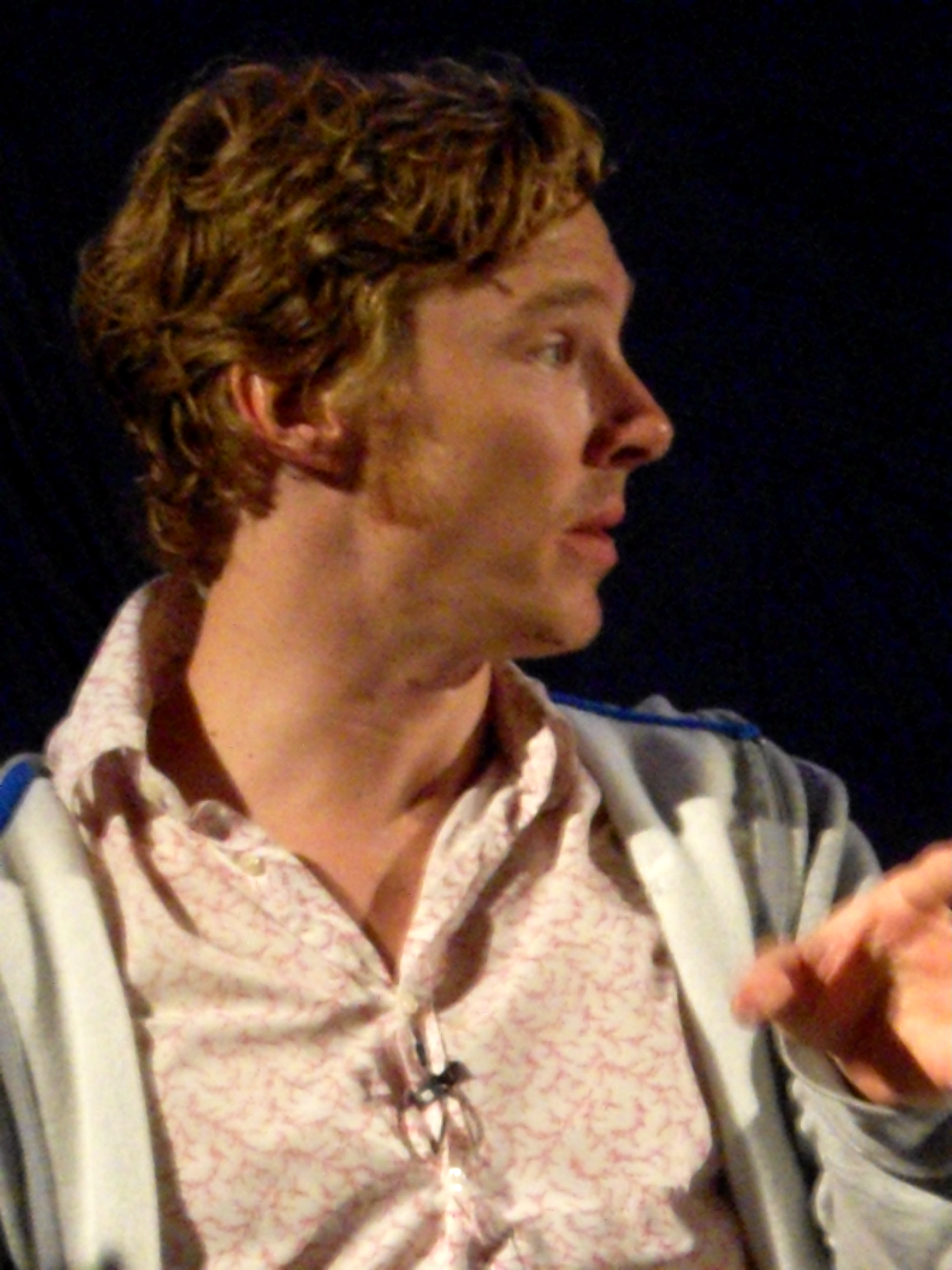
Benedict Cumberbatch trong buổi diễn tập cho Frankenstein, tháng 4 năm 2011

| Năm       | Tác phẩm                 | Vai diễn                          | Ghi chú                                                                             |
| --------- | ------------------------ | --------------------------------- | ----------------------------------------------------------------------------------- |
| 1998      | Rat in the Skull         | Roche                             | Lễ hội Edinburgh Fringe                                                             |
| 1999      | The Zoo Story            | Jerry                             | Lễ hội Edinburgh Fringe                                                             |
| 1999/2002 | The Kvetch               | George                            | Nhà hát Teatro Della Contraddizione                                                 |
| 2001      | The Visit                | Anton Schill                      | Lễ hội Edinburgh Fringe/ Nhà hát Drayton Court/ Nhà hát Tearto Della Contraddizione |
| 2001      | Giấc mộng đêm hè         | Demetrius                         | Nhà hát Open Air Theatre, Regent's Park                                             |
| 2002      | As You Like It           | Orlando                           | Nhà hát Open Air Theatre, Regent's Park                                             |
| 2002      | Romeo and Juliet         | Benvolio                          | Nhà hát Open Air Theatre, Regent's Park                                             |
| 2002      | Oh, What a Lovely War!   | Unknown                           | Nhà hát Open Air Theatre, Regent's Park                                             |
| 2004      | Dead Hand                | Unknown                           | Nhà hát Old Vic                                                                     |
| 2004      | The Lady from the Sea    | Lyngstrand                        | Nhà hát Almeida Theatre                                                             |
| 2005      | Hedda Gabler             | Tesman                            | Nhà hát Almeida; Nhà hát Duck of York's                                             |
| 2006      | Period of Adjustment     | George                            | Nhà hát Almeida                                                                     |
| 2007      | Rhinoceros               | Bérenger                          | Nhà hát Royal Court                                                                 |
| 2007      | The Arsonists            | Eisenring                         | Nhà hát Royal Court                                                                 |
| 2008      | The City                 | Chris                             | Nhà hát Royal Court                                                                 |
| 2010      | After the Dance          | David Scott-Fowler                | Nhà hát Hoàng gia Quốc gia                                                          |
| 2010      | The Children's Monlogues | Unknown                           | Nhà hát Old Vic                                                                     |
| 2011      | Frankenstein             | The Creature/ Victor Frankenstein | Nhà hát Hoàng gia Quốc gia                                                          |
| 2013      | Chặng đường 50 năm       | Bản thân / Rosencrantz            | Nhà hát Hoàng gia Quốc gia                                                          |
| 2013      | Letters Live             | Unknown                           | The Tabernacle                                                                      |
| 2014      | Letters Live             | Unknown                           | Lễ hội Hay Festival, Wales                                                          |
| 2015      | Letters Live             | Unknown                           | Fremasons' Hall                                                                     |
| 2015      | Hamlet                   | Hamlet                            | Nhà hát Barbican Theatre                                                            |

## Thu âm

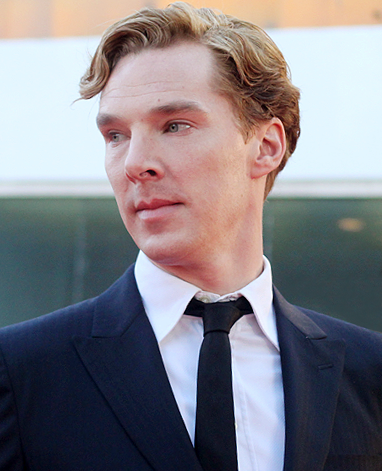
Benedict Cumberbatch tại buổi ra mắt phim Tinker Tailor Soldier Spy tại London, tháng 12 năm 2011

| Năm       | Tác phẩm                                            | Vai diễn                | Kênh        |
| --------- | --------------------------------------------------- | ----------------------- | ----------- |
| 2004      | Mansfield Park                                      | Edmund Bertram          | BBC Radio 4 |
| 2004      | Kepler                                              | Johannes Kepler         | BBC Radio 4 |
| 2004      | Odyssey, TheThe Odyssey                             | Telemachus              | BBC Radio 4 |
| 2004      | Biggest Secret, TheThe Biggest Secret               | Captain Rob Collins     | BBC Radio 4 |
| 2004      | Far Side of the World, TheThe Far Side of the World | Người dẫn chuyện        | BBC Radio 4 |
| 2004      | Surgeon's Mate, TheThe Surgeon's Mate               | Người dẫn chuyện        | BBC Radio 4 |
| 2004      | Mr. Norris Changes Trains                           | Người dẫn chuyện        | BBC Radio 4 |
| 2005      | Le Pere Goriot                                      | Người dẫn chuyện        | BBC Radio 4 |
| 2005      | Seven Women                                         | Tovey                   | BBC Radio 4 |
| 2005      | Medical Humanities: Baptism by Rotation             | Người dẫn chuyện        | BBC Radio 4 |
| 2005      | Fieldstudy: The Field                               | Người dẫn chuyện        | BBC Radio 4 |
| 2005      | Cocktail Party, TheThe Cocktail Party               | Peter Quilpe            | BBC Radio 4 |
| 2006      | Possessed, TheThe Possessed                         | Nikolai Stavrogin       | BBC Radio 3 |
| 2008      | Pillow Book, TheThe Pillow Book                     | Tadanobu                | BBC Radio 4 |
| 2008      | Blake's 7: The Early Years                          | Townsend                | [ 1 ]       |
| 2008      | Last Days of Grace                                  | GF                      | BBC Radio 4 |
| 2008      | At War with Wellington                              | Duke of Wellington      | BBC Radio 4 |
| 2008      | Chatterton: The Allington Solution                  | Thomas Chatterton       | BBC Radio 4 |
| 2008      | Spellbound                                          | Dr. Murchison           | BBC Radio 4 |
| 2008      | Rainy Season                                        | Người dẫn chuyện        | BBC Radio 4 |
| 2008      | Words and Music: Italian                            | Người dẫn chuyện        | BBC Radio 4 |
| 2008      | Doctor Who: Forty-Five                              | Howard Carter / Thing 2 | [ 2 ]       |
| 2008–2014 | Cabin Pressure                                      | Capt. Martin Crieff     | BBC Radio 4 |
| 2008      | Metamorphosis                                       | Người dẫn chuyện        | BBC Radio 7 |
| 2009      | Chào buổi tối                                       | Dudley Moore            | BBC Radio 4 |
| 2009      | Little Red Hen                                      | Người dẫn chuyện        | [ 3 ]       |
| 2009      | Rumpole and the Penge Bungalow Murders              | Young Rumpole           | BBC Radio 4 |
| 2010      | Rumpole and the Family Pride                        | Young Rumpole           | BBC Radio 4 |
| 2010      | Rumpole and the Eternal Triangle                    | Young Rumpole           | BBC Radio 4 |
| 2010      | Words for You: The Next Chapter                     | Người dẫn chuyện        | [ 4 ]       |
| 2011      | Tom and Viv                                         | T. S. Eliot             | BBC Radio 7 |
| 2012      | Rumpole and the Man of God                          | Young Rumpole           | BBC Radio 4 |
| 2012      | Rumpole and the Explosive Evidence                  | Young Rumpole           | BBC Radio 4 |
| 2012      | Rumpole and the Gentle Art of Blackmail             | Young Rumpole           | BBC Radio 4 |
| 2012      | Rumpole and the Expert Witness                      | Young Rumpole           | BBC Radio 4 |
| 2013      | Copenhagen                                          | Werner Heisenberg       | BBC Radio 3 |
| 2013      | Neverwhere                                          | Angel Islington         | BBC Radio 4 |
| 2014      | Rumpole and the Old Boy Net                         | Rumpole                 | BBC Radio 4 |
| 2014      | Rumpole and the Sleeping Partners                   | Rumpole                 | BBC Radio 4 |
| 2015      | My Dear Bessie                                      | Chris                   | BBC Radio 4 |

## Kể chuyện

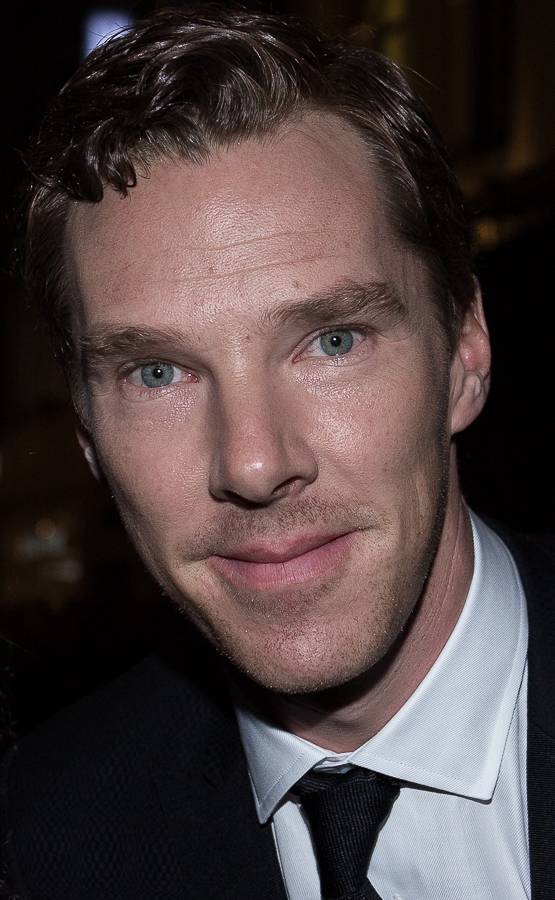
Benedict Cumberbatch tại Lễ trao giải London Evening Standard Theatre Awards năm 2014

| Năm  | Tác phẩm                                 | Ghi chú                                           |
| ---- | ---------------------------------------- | ------------------------------------------------- |
| 2006 | Casanova                                 | Bản nhạc "Memoirs of Giacomo Casanova"            |
| 2009 | South Pacific                            | Phim tài liệu; 6 tập                              |
| 2010 | Into the Universe with Stephen Hawking   | Phim tài liệu; 3 tập                              |
| 2011 | Curiosity                                | Phim tài liệu; tập "Did God Create the Universe?" |
| 2012 | Stephen Hawking's Grand Design           | Phim tài liệu; 3 tập                              |
| 2012 | Late Night Tales: Friendly Fires         | Ca khúc "Flat of Angles" (Phần 1)                 |
| 2013 | Late Night Tales: Röyksopp               | Ca khúc "Flat of Angles" (Phần 2)                 |
| 2013 | Late Night Tales: Bonobo                 | Ca khúc "Flat of Angles" (Phần 3)                 |
| 2013 | Jerusalem                                | Phim tài liệu                                     |
| 2014 | Late Night Tales: Django Django          | Ca khúc "Flat of Angles" (Phần 4)                 |
| 2014 | Globalised Slavery                       | Phim tài liệu của báo The Guardian                |
| 2014 | Cristiano Ronaldo: The World at his Feet | Phim tài liệu                                     |

## Video game
| Năm  | Tựa game                        | Lồng tiếng               |
| ---- | ------------------------------- | ------------------------ |
| 2011 | The Nightjar                    | Người dẫn chuyện         |
| 2014 | Sherlock: The Network           | Sherlock Holmes          |
| 2014 | Lego: The Hobbit                | Smaug và The Necromancer |
| 2015 | Family Guy: The Quest for Stuff | Bản thân                 |